# 아브잘 아즈갈리예프
아브잘 아바예비치 아즈갈리예프(카자흐어: Абзал Абайұлы Әжғалиев 아브잘 아바이울르 애즈갈리예프, 러시아어: Абза́л Аба́евич Ажгалиев, 1992년 6월 30일~)는 카자흐스탄의 쇼트트랙 선수로 올림픽에 3회(2014, 2018, 2022) 참가했다.

## 경력
아즈갈리예프는 1992년 오랄에서 태어났다. 9살때 스케이트를 시작했고 2006년에 지역 스포츠팀인 디나모 오랄 소속으로 본격적으로 시작했다.
2009년에 카자흐스탄 국가대표 선수가 되었고 그 해 9월 중화인민공화국 베이징에서 열린 월드컵을 통해 국제 대회에 데뷔했다. 이듬해인 2010년 1월 카자흐스탄 주니어 국가대표 선수로서 중화민국 타이베이에서 열린 2010년 세계 주니어 선수권 대회에서 개인종합 56위를 기록했다.
2011년 2월에는 카자흐스탄 아스타나에서 열린 2011년 동계 아시안 게임에 카자흐스탄 국가대표로 참가했으며 남자 계주 종목 동메달을 획득했다. 아시안 게임 이후 같은 달에 이탈리아 쿠르마유르에서 열린 2011년 세계 주니어 선수권 대회에 참가하여 개인종합 32위에 올랐고 계주 4위에 올랐다.
아즈갈리예프는 2014년 2월 러시아 소치에서 열린 2014년 동계 올림픽에 참가하면서 선수 경력 첫 올림픽에 출전했다. 그는 남자 계주 종목에만 출전했으며 카자흐스탄팀은 5위를 기록했다.